# 桜井周
櫻井 周（さくらい しゅう、1970年8月16日 ‐ ）は、日本の政治家、弁理士。立憲民主党所属の衆議院議員（3期）。元伊丹市議会議員（2期）、前立憲民主党兵庫県連代表。選挙では「桜井 周」または「桜井 シュウ」という通称を用いている。

## 来歴・人物
兵庫県伊丹市出身。私立美鈴月影幼稚園、伊丹市立鈴原小学校、伊丹市立南中学校、兵庫県立伊丹高等学校を経て、1994年3月、京都大学農学部卒業。1996年3月、京都大学大学院農学研究科修士課程修了。同年4月、海外経済協力基金（現：国際協力銀行）に就職。2002年、ブラウン大学大学院環境学修士課程修了。
2005年に退職し、特許事務所に転職。2007年、弁理士登録。2010年、特許事務所を退職。
2011年4月24日に行われた伊丹市議会議員選挙に立候補し、初当選。市議時代は民主党に所属した。2015年に再選。
2016年2月に民主党兵庫県第6区総支部長に就任し、2016年3月の民進党結成後は引き続き、民進党兵庫県第6区総支部長に就任。次期衆院選への立候補準備を進める。
2017年9月28日、翌月投開票が行われる第48回衆議院議員総選挙に向けて民進党は希望の党へ合流することを決定。10月3日午前、新党「立憲民主党」が設立され、同日午後に希望の党は兵庫6区の公認候補として小池百合子代表の元公設秘書の幾村奈応子を擁立すると発表した。10月4日、桜井は伊丹市で記者会見し、民進党に離党届を提出したこと、立憲民主党に入党と公認の申請をしたことを発表。会見で「6区は小池代表の昔の選挙区で、ある種、希望の党側からすると聖域。民進系の私がすんなり決まることはないだろうと思っていた」と述べた。
兵庫6区では、日本維新の会が元衆議院議員の市村浩一郎を擁立したため、自由民主党の大串正樹と併せ4名による激戦となった。民進党県連は地元の議員に幾村を支援するよう要請するが、民進系議員の多くは「顔も見たことがないし、挨拶にも来ないような候補は応援できない」として桜井陣営に回った。10月22日、衆院選は実施され、桜井は大串に敗れるも比例復活で初当選を果たした。
2020年9月15日、旧立憲民主党と旧国民民主党は、2つの無所属グループを加えた形で新「立憲民主党」を設立。桜井も新党に参加。
2021年10月31日の第49回衆議院議員総選挙は、小選挙区では日本維新の会元職の市村浩一郎が、自民党の大串、立憲民主党の桜井を破り、返り咲いた。次点の大串は比例復活で当選。比例近畿ブロックで立憲民主党は3議席を獲得し、桜井は1番目の惜敗率により、比例復活で再選を果たした。枝野幸男代表の辞任に伴う立憲民主党代表選挙（11月30日実施）では小川淳也の推薦人に名を連ねた。
2024年10月27日の第50回衆議院議員総選挙では、桜井が小選挙区で当選し、大串と市村は比例復活となった。

## 政策
- アベノミクスを評価しない[21]
- アベノミクス失敗により、消費増税は先送りすべき。税制は、累進的な資産税・所得税・法人税を重視すべき。
- 安全保障関連法の成立を評価しない[21]。
- 安倍内閣による北朝鮮問題への取り組みを評価しない[21]。
- 共謀罪法を評価しない[21]。
- 安倍内閣による森友学園問題・加計学園問題への対応を評価しない[21]。
- 原子力発電所の運転再開に反対。いますぐ原子力発電を廃止すべきだ[21]。
- 選択的夫婦別姓の導入に賛成[21]。
- 一人親家庭やDINKsなど家族の形は多様でよい[21]。
- 非核三原則を堅持すべきだ[21]。
- 現行憲法の趣旨と立憲主義を堅持すべき。憲法改正は緊急課題ではない。ただし、安倍政権によって破壊された憲法を修復するために、公文書管理・情報公開・衆議院解散の制限は検討すべきだ[21]。
- 受動喫煙防止を目的に飲食店などの建物内を原則禁煙とする改正健康増進法について、「全面禁煙としつつ、仕切られた喫煙スペースを設けてもよい」としている[22]。

## 所属団体・議員連盟
- 対中政策に関する国会議員連盟
- 人権外交を超党派で考える議員連盟 （事務局次長）[23]

## 選挙歴
| 当落 | 選挙                     | 執行日         | 年齢 | 選挙区      | 政党       | 得票数    | 得票率 | 定数 | 得票順位 /候補者数 | 政党内比例順位 /政党当選者数 |
| ---- | ------------------------ | -------------- | ---- | ----------- | ---------- | --------- | ------ | ---- | ------------------ | ---------------------------- |
| 当   | 2011年伊丹市議会議員選挙 | 2011年4月24日  | 40   | ーー        | 無所属     | 3241票    | ーー   | 28   | 2/35               | /                            |
| 当   | 2015年伊丹市議会議員選挙 | 2015年4月26日  | 44   | ーー        | 無所属     | 3812票    | ーー   | 28   | 2/37               | /                            |
| 比当 | 第48回衆議院議員総選挙   | 2017年10月22日 | 47   | 兵庫県第6区 | 立憲民主党 | 6万9878票 | 31.16% | 1    | 2/4                | 2/5                          |
| 比当 | 第49回衆議院議員総選挙   | 2021年10月31日 | 51   | 兵庫県第6区 | 立憲民主党 | 7万7347票 | 30.40% | 1    | 3/3                | 1/3                          |
| 当   | 第50回衆議院議員総選挙   | 2024年10月27日 | 54   | 兵庫県第6区 | 立憲民主党 | 7万9061票 | 33.20% | 1    | 1/5                | /                            |